# جشنواره فیلم کن ۱۹۹۴
چهل و هفتمین دوره جشنواره فیلم کن این دوره بین ذوز های ۱۲ -۲۳ می برگزار شد. رئیس هیئت داوران بر عهده کلینت ایستوود بود. کوئنتین تارانتینو جوان توانست با فیلم داستان عامه‌پسند برنده نخل طلا شود.برای اولین بار یک فیلم از ایران نیز کاندیدای نخل طلا شده بود. زیر درختان زیتون، عباس کیارستمی در بخش مسابقه نخل طلا را به داستان عامه‌پسند واگذار کرد.

## هیئت داوران

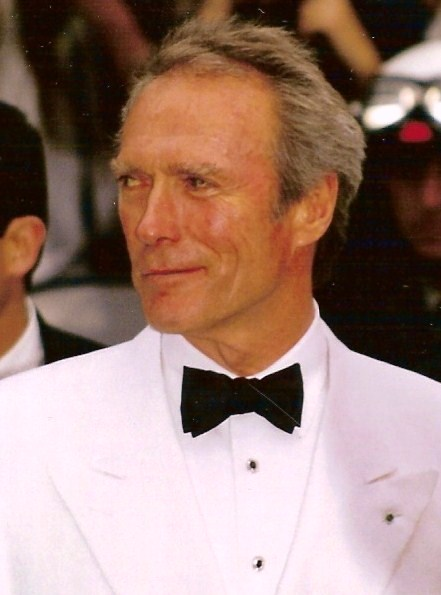
کلینت ایستوود, رئیس هیئت داوران

- کلینت ایستوود
- کاترین دنو
- پوپی آواتی
- گیلرمو کابررا اینفانته
- کازو ایشی‌گورو
- الکساندر کایدانوفسکی
- Marie-Françoise Leclère
- شین سانگ-اوک
- لالو شیفرین
- آلن ترزیان

## مسابقه
فیلم‌های زیر برای بخش مسابقه انتخاب شده‌اند:
- Barnabo delle montagne - ماریو برنتا
- The Browning Version - مایک فیگیس
- صاحب (فیلم ۱۹۹۴) - شاجی ان. کارون
- خاطرات عزیز - نانی مورتی
- Du li shi dai - ادوارد یانگ
- اکسوتیکا (فیلم) - آتوم اگویان
- خستگی در حد مرگ - میشل بلان
- وکیل هادساکر - برادران کوئن
- برای زندگی (فیلم) - ژانگ ییمو
- Kurochka Ryaba - آندری کونچالوفسکی
- La reina de la noche - آرتورو ریپستاین
- La Reine Margot - پاتریس شرو
- Le buttane - آئورلیو گریمالدی
- نوازنده ویولون (فیلم) - Charles Van Damme
- Les patriotes - Éric Rochant
- خانم پارکر و محفل شرور - آلن رودولف
- Neak sre - ریثی پان
- داستان عامه‌پسند - کوئنتین تارانتینو
- سه رنگ: قرمز - کریشتوف کیشلوفسکی
- یک تابستان به‌یادماندنی - لوچیان پینتیلیه
- تشریفات محض - جوزپه تورناتوره
- آفتاب‌سوخته (فیلم ۱۹۹۴) - نیکیتا میخالکوف
- زیر درختان زیتون - عباس کیارستمی

## برندگان

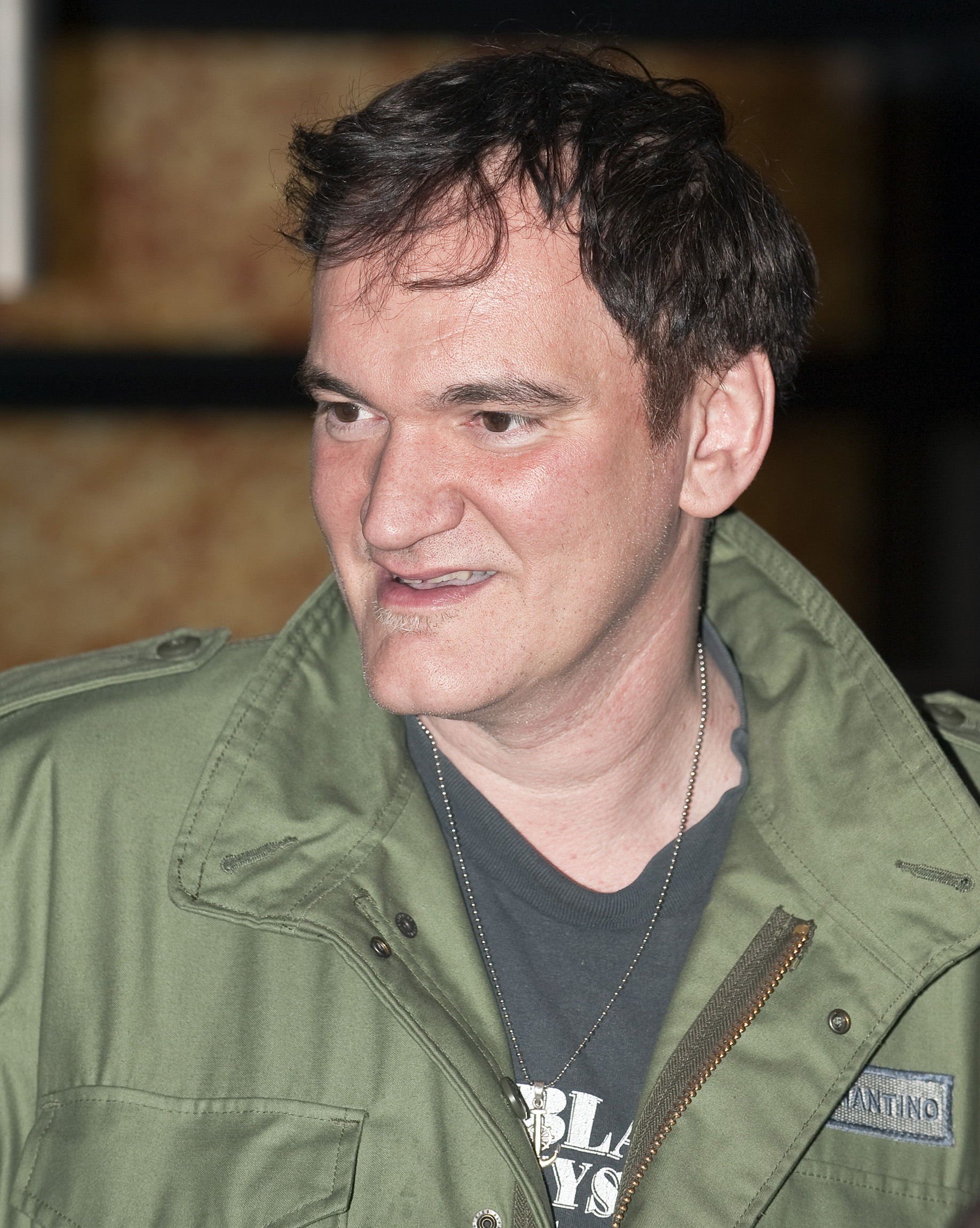
کوئنتین تارانتینو, برنده نخل طلا

- نخل طلا: داستان عامه‌پسند - کوئنتین تارانتینو
- جایزه بزرگ (جشنواره فیلم کن):
  - برای زندگی (فیلم) - ژانگ ییمو
  - آفتاب‌سوخته (فیلم ۱۹۹۴) - نیکیتا میخالکوف
- جایزه هیئت داوران جشنواره فیلم کن: La Reine Margot - پاتریس شرو
- جایزه بهترین بازیگر مرد جشنواره فیلم کن: گه یو برای برای زندگی (فیلم)
- جایزه بهترین بازیگر زن جشنواره فیلم کن: ویرنا لیزی برای La Reine Margot
- جایزه بهترین کارگردان جشنواره فیلم کن: نانی مورتی برای خاطرات عزیز
- نخل طلایی فیلم کوتاه: El héroe - Carlos Carrera
- جایزه بهترین فیلم‌نامه جشنواره فیلم کن: خستگی در حد مرگ - میشل بلان